# Damiano Cima
Pour les articles homonymes, voir Cima.
Damiano Cima (né le 13 septembre 1993 à Brescia en Lombardie) est un coureur cycliste italien. Son frère cadet Imerio est également cycliste.

## Biographie
Jusqu'à ses douze ans, Damiano Cima joue au football. Il commence le cyclisme au même âge pour suivre son petit frère Imerio, lui aussi coureur cycliste.
Après y avoir été stagiaire, il passe professionnel à partir de 2018 au sein de l'équipe Nippo-Vini Fantini-Europa Ovini, en compagnie de son frère Imerio.

## Palmarès

### Coureur amateur
- 2011
  - 2e du championnat d'Italie de poursuite par équipes juniors
- 2012
  - 2e de la Coppa Comune di Livraga
- 2014
  - Coppa Caduti Nervianesi
  - Coppa Collecchio
  - 3e du Trophée Edil C
- 2015
  - 2e de la Schio-Ossario del Pasubio
  - 3e de la Coppa d'Inverno
- 2016
  - Grand Prix Industrie del Marmo
  - Pistoia-Fiorano
  - 2e du Circuito Castelnovese
  - 3e du Gran Premio della Possenta
  - 3e de Milan-Tortone
  - 3e du Tour d'Émilie amateurs
- 2017
  - Coppa San Bernardino
  - 2e de la Coppa San Geo
  - 2e du Gran Premio della Possenta
  - 2e de la Coppa Caduti Nervianesi
  - 2e du Gran Premio Sportivi San Vigilio
  - 2ede La Popolarissima
  - 2e de la Coppa d'Inverno
  - 3e de la Coppa Belricetto
  - 3e de la Coppa Caduti di Reda

### Coureur professionnel
- 2018
  - Tour de Xingtai : 
    - Classement général
    - 1re étape

  - 6e étape du Tour de Chine I
  - 2e du Tour de Chine I
- 2019
  - 18e étape du Tour d'Italie
- 2021
  - 4e étape de l'Okolo Jižních Čech
  - 3e de l'Okolo Jižních Čech

### Résultats sur les grands tours

#### Tour d'Italie
1 participation
- 2019 : 137e, vainqueur de la 18e étape

## Classements mondiaux
| Année                                 | 2014 | 2015 | 2016  | 2017  | 2018 | 2019 | 2020 | 2021 |
| ------------------------------------- | ---- | ---- | ----- | ----- | ---- | ---- | ---- | ---- |
| Classement mondial                    |      |      | 1159e | 1348e | 866e | 480e | nc   | 645e |
| UCI Europe Tour                       | 583e | 998e | 783e  | 902e  | nc   | 370e | nc   | 516e |
| UCI Asia Tour                         | nc   | nc   | nc    | 577e  | 98e  |      |      |      |
|                                       |      |      |       |       |      |      |      |      |
| Légende : nc = non classéSource : UCI |      |      |       |       |      |      |      |      |